# Pradines (Loire)
Pradines is een gemeente in het Franse departement Loire (regio Auvergne-Rhône-Alpes) en telt 608 inwoners (1999). De plaats maakt deel uit van het arrondissement Roanne.

## Geografie
De oppervlakte van Pradines bedraagt 11,6 km², de bevolkingsdichtheid is 52,4 inwoners per km².
De onderstaande kaart toont de ligging van Pradines (Loire) met de belangrijkste infrastructuur en aangrenzende gemeenten.

## Demografie
Onderstaande figuur toont het verloop van het inwonertal (bron: INSEE-tellingen).